# عیون المعجزات
عیون المعجزات اثر حسین بن عبدالوهاب (احتمالاً نیمهٔ دوم سدهٔ چهار و نیمهٔ اول سدهٔ پنجم هجری قمری) است. این کتاب در جهت اثبات امامت امامان شیعه از طریق معجزات، از سوی برخی از پیروان امامیه و در اوایل سدهٔ پنجم هجری نوشته شده‌است. این اثر تا سدهٔ دوازدهم هجری و به دلایلی مانند محتوا و شخصیت مجهول و ناشناختهٔ نویسنده، از سوی مراکز امامیه مورد توجه نبود. اما پس از آن و با رواج اخباری‌گری و توجه مردم به این رویکرد، به در کنار کتاب‌هایی مانند بحارالانوار، اثبات‌الهداة و مدینةالمعاجز دارای جایگاه شد.